# 문태중학교
문태중학교(文泰中學校)는 대한민국 전라남도 목포시 용당동에 있는 사립 중학교이다.

## 학교 연혁
- 1941년 4월 28일 : 재단법인 문태중학교 설립
- 1941년 4월 28일 : 초대 대표이사 문재철 선생 취임
- 1941년 8월 12일 : 초대 교장 횡전봉삼랑(일본국인) 선생 취임
- 2000년 10월 25일 : 남녀공학 인가
- 2004년 1월 6일 : 학교숲 가꾸기 조성
- 2019년 4월 20일 : 제10대 이사장 문익수 박사 취임
- 2021년 1월 15일 : 제76회 졸업식(총 졸업생 수 21,358명)
- 2021년 3월 1일 : 제20대 중학교 교장 최준현 선생 취임
- 2023년 3월 2일 : 2023학년도 문태중학교 176명 입학(남 106명, 여 70명)

## 참고 자료
- 문태중학교 - 한국교육학술정보원 학교알리미